# Epidius longimanus
Epidius longimanus es una especie de araña cangrejo del género Epidius, familia Thomisidae.

## Distribución
Esta especie se encuentra en India.

## Taxonomía
Fue descrita por Benjamin en 2017.
Tratamiento taxonómico
La especie aparece registrada y publicada en Distributional and taxonomic notes on the crab spider genus Epidius with descriptions of five new species (Araneae: Thomisidae). Journal of Natural History 51(9–10): 469–485.